# Partido de los Patriotas
El Partido de los Patriotas es un partido político de Kazajistán. En las elecciones legislativas de 2004, el partido obtuvo un 0.6% de los votos, sin llegar a tener representación. En las elecciones de 2007, el número de votos aumentó a 0.75% pero no le permitió tener representación en el Mazhilis.
- Datos: Q1046084